# غونار لارسون (متزحلق)
غونار لارسون (بالسويدية: Gunnar Larsson)‏ هو متزحلق سويدي، ولد في 1 يوليو 1944 في Järna, Vansbro Municipality ‏ في السويد.

## وصلات خارجية
- غونار لارسون على موقع الاتحاد الدولي للتزلج (التزلج الريفي) (الإنجليزية)
- غونار لارسون على موقع أوليمبيديا (الإنجليزية)
- غونار لارسون على موقع اللجنة الأولمبية السويدية (السويدية)